# Mariano Trigo
Mariano Trigo Serrano (Barcellona, 31 agosto 1900 – Barcellona, 3 agosto 1990) è stato un pallanuotista spagnolo.
Ha fatto parte della Spagna che ha partecipato al torneo di pallanuoto ai Giochi di Amsterdam 1928.